# کانالتو ۸۱۲۳
سیارک ۸۱۲۳ (به انگلیسی: 8123 Canaletto، نامگذاری:3138T-1) هشت هزار و صد و بیست و سومین سیارک کشف شده‌است که در ۲۶ مارس ۱۹۷۱ کشف شد.
قدر مطلق سیارک برابر ۱۵٫۰۰ است.